# Simpson County (Kentucky)
Simpson County ist ein County im Bundesstaat Kentucky der Vereinigten Staaten. Das U.S. Census Bureau hat bei der Volkszählung 2020 eine Einwohnerzahl von 19.594 ermittelt.
Der Verwaltungssitz (County Seat) ist Franklin. Das County gehört zu den Dry Countys, was bedeutet, dass der Verkauf von Alkohol eingeschränkt oder sogar verboten ist.

## Geographie
Das County liegt im Südwesten von Kentucky, grenzt im Süden an den Bundesstaat Tennessee und hat eine Fläche von 612 Quadratkilometern ohne nennenswerte Wasserfläche. Es grenzt in Kentucky im Uhrzeigersinn an folgende Countys: Warren County, Allen County und Logan County.

## Geschichte
Simpson County wurde am 28. Januar 1819 aus Teilen des Allen County, Logan County und Warren County gebildet. Benannt wurde es nach Captain John Simpson, der 1813 während der Schlacht von River Raisin getötet wurde.
15 Bauwerke und Stätten des Countys sind im National Register of Historic Places eingetragen (Stand 21. Oktober 2017).

## Demografische Daten
Nach der Volkszählung im Jahr 2000 lebten im Simpson County 16.405 Menschen in 6.415 Haushalten und 4.638 Familien. Die Bevölkerungsdichte betrug 27 Einwohner pro Quadratkilometer. Ethnisch betrachtet setzte sich die Bevölkerung zusammen aus 87,84 Prozent Weißen, 10,22 Prozent Afroamerikanern, 0,17 Prozent amerikanischen Ureinwohnern, 0,55 Prozent Asiaten, 0,06 Prozent Bewohnern aus dem pazifischen Inselraum und 0,30 Prozent aus anderen ethnischen Gruppen; 0,87 Prozent stammten von zwei oder mehr Ethnien ab. 0,91 Prozent der Bevölkerung waren spanischer oder lateinamerikanischer Abstammung.
Von den 6.415 Haushalten hatten 33,8 Prozent Kinder und Jugendliche unter 18 Jahre, die bei ihnen lebten. 56,8 Prozent waren verheiratete, zusammenlebende Paare, 11,5 Prozent waren allein erziehende Mütter, 27,7 Prozent waren keine Familien, 24,2 Prozent waren Singlehaushalte und in 10,4 Prozent lebten Menschen im Alter von 65 Jahren oder darüber. Die Durchschnittshaushaltsgröße betrug 2,52 und die durchschnittliche Familiengröße lag bei 2,97 Personen.
Auf das gesamte County bezogen setzte sich die Bevölkerung zusammen aus 26,2 Prozent Einwohnern unter 18 Jahren, 8,5 Prozent zwischen 18 und 24 Jahren, 29,2 Prozent zwischen 25 und 44 Jahren, 23,0 Prozent zwischen 45 und 64 Jahren und 13,1 Prozent waren 65 Jahre alt oder darüber. Das Durchschnittsalter betrug 36 Jahre. Auf 100 weibliche Personen kamen 95,3 männliche Personen. Auf 100 Frauen im Alter von 18 Jahren alt oder darüber kamen statistisch 91,6 Männer.

Das jährliche Durchschnittseinkommen eines Haushalts betrug 36.432 USD, das Durchschnittseinkommen der Familien betrug 42.525 USD. Männer hatten ein Durchschnittseinkommen von 32.160 USD, Frauen 22.667 USD. Das Prokopfeinkommen betrug 17.150 USD. 8,5 Prozent der Familien und 11,6 Prozent der Bevölkerung lebten unterhalb der Armutsgrenze. Davon waren 14,0 Prozent Kinder oder Jugendliche unter 18 Jahre und 15,9 Prozent waren Menschen über 65 Jahre.

## Orte im County
- Black Jack
- Bornes Ford
- Eubanks Ford
- Flat Rock
- Franklin
- Geddes
- Gold City
- Hickory Flat
- Highland
- Hillsdale
- McElroy Ford
- Middleton
- Neosheo
- Peden Mill
- Prices Mill
- Providence
- Salmons
- Schweizer
- South Union
- Temperance
- Turnertown